# Paul Dufauret
Paul Dufauret, né le 17 août 1900 à Bordeaux et mort le 13 mars 1973 dans cette même ville, est un gymnaste et athlète français. 

## Biographie
Membre de La Flèche de Bordeaux il est champion de France de la Fédération gymnastique et sportive des patronages de France en 1922, 1923, 1924 et à nouveau en 1930.
Il participe à l'épreuve du saut à la perche lors des Jeux olympiques d'été de 1924 à Paris où il franchit 3,55 mètres en qualifications.